# Veines
Veines (französisch: Ruisseau des Veines) ist ein kleiner Fluss im Zentralmassiv von Frankreich, der im Département Allier der Region Auvergne-Rhône-Alpes südwestlich der Stadt Moulins verläuft.

## Geografie

### Verlauf
Der Fluss entspringt im nordwestlichen Gemeindegebiet von Besson und nimmt gleich im Oberlauf von links einen namensgleichen Zufluss von vier Kilometern Länge auf. Er entwässert mit einem Bogen über Ost generell Richtung Nordosten und mündet nach rund 16 Kilometern im Gemeindegebiet von Bressolles als linker Nebenfluss in den Allier.

### Orte am Fluss
(Reihenfolge in Fließrichtung)
- Les Boucherons, Gemeinde Besson
- Les Caillots, Gemeinde Besson
- Les Rouyaux, Gemeinde Besson
- Les Casernes, Gemeinde Chemilly
- L’Ouche, Gemeinde Bressolles
- Bressolles